# Xiaolong (köpinghuvudort i Kina, Jiangxi Sheng, lat 26,68, long 115,25)
Xiaolong är en köpinghuvudort i Kina. Den ligger i provinsen Jiangxi, i den sydöstra delen av landet, omkring 230 kilometer söder om provinshuvudstaden Nanchang. Antalet invånare är 7 003. Befolkningen består av 3 198 kvinnor och 3 805 män. Barn under 15 år utgör 15,0 %, vuxna 15-64 år 71 %, och äldre över 65 år 13,0 %.
Runt Xiaolong är det ganska tätbefolkat, med 192 invånare per kvadratkilometer. Närmaste större samhälle är Guanxi, 15,4 km nordväst om Xiaolong. I omgivningarna runt Xiaolong växer i huvudsak blandskog.
Genomsnittlig årsnederbörd är 1 988 millimeter. Den regnigaste månaden är maj, med i genomsnitt 312 mm nederbörd, och den torraste är oktober, med 25 mm nederbörd.